# Bologna Football Club 1909 2023-2024
Questa voce raccoglie le informazioni riguardanti il Bologna Football Club 1909 nelle competizioni ufficiali della stagione 2023-2024.

## Stagione
La stagione 2023-2024 è stata la 77ª in Serie A del Bologna e la 93ª nel torneo di massima serie italiano, la 9ª consecutiva in Serie A.
La stagione si apre in Coppa Italia, nel primo turno, con una vittoria per 2-0 ai danni del Cesena. Il 21 agosto, invece, inizia il campionato: i rossoblù vengono sconfitti in casa dal Milan (2-0). In campionato seguono una serie di risultati utili: i pareggi contro Juventus (1-1), Verona, Napoli e Monza (0-0), le vittorie contro Empoli (3-0 con tripletta di Riccardo Orsolini) e Frosinone (2-1), seguiti dal 2-2 in casa dell'Inter e dall'1-1 a Reggio Emilia in casa del Sassuolo.
Nel secondo turno di Coppa Italia la squadra supera 2-0 l'Hellas Verona, e in campionato batte la Lazio (1-0) prima di venire sconfitta dalla Fiorentina per 2-1. Nei seguenti 4 match di campionato il Bologna ottiene tre vittorie (contro Torino 2-0, Salernitana 2-1 e Roma 2-0) e un pareggio (1-1 contro il Lecce).
Poi arrivano gli ottavi di Coppa Italia, contro l'Inter. Il match finisce 0-0: si andrà quindi ai tempi supplementari. Il Bologna ribalta l'iniziale vantaggio nerazzurro di Carlos Augusto con i gol di Beukema (il primo con la maglia rossoblù) e Ndoye, entrambi su assist di Zirkzee. Il Bologna si qualifica quindi ai quarti di finale della Coppa Italia, dove perderà contro la Fiorentina ai tiri di rigore.
Nelle ultime tre partite del girone di andata il Bologna vince in casa contro l'Atalanta (1-0), perde 3-0 a Udine e pareggia 1-1 al Dall'Ara col Genoa. La squadra chiude il girone di andata con 32 punti.
Le ultime due partite del girone d'andata e le prime due del ritorno (sconfitta a Cagliari 2-1, con doppia rimonta subita, e pareggio a San Siro 2-2 col Milan, dopo il vantaggio felsineo 0-1) rappresentano il momento più difficile della stagione. Ma dalla partita successiva i rossoblù infilano una serie di sei vittorie consecutive: Sassuolo (4-2), Lecce (4-0), il recupero della 21a giornata con la Fiorentina (2-0), Lazio (1-2), Verona (2-0), Atalanta (1-2); serie che issa il Bologna dall'8° posto al 4°.
Nel girone di ritorno il Bologna conquista 36 punti, chiudendo al quinto posto dopo avere ottenuto la matematica qualificazione alla UEFA Champions League – a sessant'anni dalla precedente – alla terzultima giornata, battendo il Napoli al Maradona per 2-0. Alla penultima, al Dall'Ara, un Bologna strabordante rifila tre gol alla Juventus (doppietta di Calafiori, con tanto di scavino) ma negli ultimi 15 minuti, la testa all'imminente festa Champions in pullman scoperto, riesce nell'impresa di farsi raggiungere sul 3-3. E ringraziare Skorupski. 
All'ultima a Marassi si va per vincere e consolidare il terzo posto. Ma sono solo parole. Il Genoa vince 2-0. Il grande Bologna di Motta era finito la settimana prima sul 3-0.
La sera del 22 maggio, alla parata per la storica qualificazione in Champions, i bolognesi si rendono conto che le voci provenienti da ogni angolo d'Italia, che danno Motta, in scadenza di contratto, alla Juventus dalla prossima stagione, sono purtroppo vere, quando lo vedono seduto in un angolo del pullman mentre tutti gli altri sono in preda al delirio della festa.

## Divise e sponsor
Per il ventireesimo anno consecutivo lo sponsor tecnico per la stagione 2023-2024 è Macron. Il main sponsor è Saputo, al primo anno; il back sponsor, nonché top partner, per il quarto anno consecutivo (anche se nei due precedenti come second sponsor) è Selenella; lo sleeve sponsor è Lavoropiù, al quinto anno consecutivo.
| Casa | Trasferta | Terza divisa |

## Organigramma societario
Area direttiva
- Chairman: Joey Saputo
- Amministratore delegato: Claudio Fenucci
- Consiglio di amministrazione: Joe Marsilii, Anthony Rizza
- Presidente del Collegio Sindacale: Francesco Catenacci
- Collegio Sindacale: Renato Santini, Massimo Tamburini
- Direttore Amministrazione, Finanza e Controllo: Alessandro Gabrieli
- Amministrazione: Annalisa D'Amato, Roberta Dovesi, Janet Freeman, Marika Gagliardi, Antonella Nicolini
- Segretario generale: Luca Befani
- Segretario sportivo: Daniel Maurizi

Area organizzativa
- Responsabile segreteria organizzativa: Federica Orlandi
- Segreteria organizzativa: Paola Mazzitelli
- Ufficio acquisti: Claudia Magnani, Simona Verdecchia Tovoli
- Gestione personale: Daniela Fortini, Giuseppe Maselli
- Responsabile e Delegato sicurezza: Roberto Tassi
- Stadium Manager: Mirco Sandoni
- Custodi stadio: Maurizio Savi, Blerim Met Hasani
- Responsabile biglietteria: Massimo Gabrielli
- Biglietteria: Nadia Guidotti
- Centralino: Matteo Molinari
- Servizi logistici e trasporti: Gianpaolo Benni, Guido Cassanelli
- Magazzinieri: Matteo Campagna, Nicola Capelli, Davide Nicolini
- Lavanderia: Loredana De Luca, Rita Gandolfi, Debora Roncarati

Area comunicazione
- Responsabile: Carlo Caliceti
- Comunicazione sportiva: Federico Frassinella, Gloria Gardini
- BFC TV: Claudio Maria Cioffi, Gianluca Ciraolo
- Area Digital: Edoardo Collina
- Social Media manager: Matteo Bulgarelli

Area marketing
- Direttore: Christoph Winterling
- Sponsorship Sales Manager: Andrea Battacchi
- Sponsorship & Head of Corporate Sales Manager: Enrico Forni
- Head of Merchandising and Licensing: Tommaso Giaretta
- Marketing Manager: Andrea Morando
- Marketing: Federica Furlan, Chiara Targa, Riccardo Simione, Luigi Uva
- Kids area: Lisa Vergalli
- Sustainability Manager: Clara Simonini
- Sustainability Area: Valentina Vanicore
- Segreteria: Laura Di Marzo Capozzi

Area tecnica
- Responsabile: Giovanni Sartori
- Direttore sportivo: Marco Di Vaio
- Responsabile scouting: Dario Rossi
- Allenatore: Thiago Motta
- Allenatore in seconda: Alexandre Hugeux
- Collaboratori tecnici: Alessandro Colasante, Simon Colinet, Alfred Dossou-Yovo, Flavio Garcia
- Preparatore dei portieri: Iago Lozano
- Preparatori atletici: Paolo Aiello, Nicolò Prandelli
- Team manager: Tommaso Fini

Area sanitaria
- Responsabile: Gianni Nanni
- Medici sociali: Luca Bini, Giovanbattista Sisca
- Fisioterapisti: Luca Ghelli, Luca Govoni, Juan Manuel Parafita, Simone Spelorzi

## Rosa
Rosa, ruoli e numerazione aggiornati al 1º febbraio 2024.
| N. |                        | Ruolo | Calciatore         |
| -- | ---------------------- | ----- | ------------------ |
| 3  | Austria (bandiera)     | D     | Stefan Posch       |
| 4  | Serbia (bandiera)      | D     | Mihajlo Ilić       |
| 5  | Francia (bandiera)     | D     | Adama Soumaoro     |
| 6  | Croazia (bandiera)     | C     | Nikola Moro        |
| 7  | Italia (bandiera)      | A     | Riccardo Orsolini  |
| 8  | Argentina (bandiera)   | C     | Nicolás Domínguez  |
| 8  | Svizzera (bandiera)    | C     | Remo Freuler       |
| 9  | Paesi Bassi (bandiera) | A     | Joshua Zirkzee     |
| 10 | Austria (bandiera)     | A     | Marko Arnautović   |
| 10 | Svezia (bandiera)      | A     | Jesper Karlsson    |
| 11 | Svizzera (bandiera)    | A     | Dan Ndoye          |
| 14 | Italia (bandiera)      | D     | Kevin Bonifazi     |
| 15 | Danimarca (bandiera)   | D     | Victor Kristiansen |
| 16 | Italia (bandiera)      | D     | Tommaso Corazza    |
| 17 | Marocco (bandiera)     | C     | Oussama El Azzouzi |
| 18 | Argentina (bandiera)   | A     | Santiago Castro    |

| N. |                        | Ruolo | Calciatore                      |
| -- | ---------------------- | ----- | ------------------------------- |
| 19 | Scozia (bandiera)      | C     | Lewis Ferguson (vice capitano)  |
| 20 | Svizzera (bandiera)    | C     | Michel Aebischer                |
| 21 | Danimarca (bandiera)   | A     | Jens Odgaard                    |
| 22 | Grecia (bandiera)      | D     | Charalampos Lykogiannīs         |
| 23 | Italia (bandiera)      | P     | Nicola Bagnolini                |
| 25 | Finlandia (bandiera)   | C     | Niklas Pyyhtiä                  |
| 26 | Colombia (bandiera)    | D     | Jhon Lucumí                     |
| 28 | Polonia (bandiera)     | P     | Łukasz Skorupski                |
| 29 | Italia (bandiera)      | D     | Lorenzo De Silvestri (capitano) |
| 31 | Paesi Bassi (bandiera) | D     | Sam Beukema                     |
| 33 | Italia (bandiera)      | D     | Riccardo Calafiori              |
| 34 | Italia (bandiera)      | P     | Federico Ravaglia               |
| 56 | Belgio (bandiera)      | A     | Alexis Saelemaekers             |
| 77 | Paesi Bassi (bandiera) | A     | Sydney van Hooijdonk            |
| 80 | Italia (bandiera)      | C     | Giovanni Fabbian                |
| 82 | Polonia (bandiera)     | C     | Kacper Urbański                 |

### Formazione tipo
| Formazione tipo (4-2-3-1) | Giocatori (presenze)     |
| --- | ------------------------ |
| Skorupski Posch Beukema Calafiori Kristiansen Freuler Aebischer Orsolini Ferguson Saelem. Zirkzee | Łukasz Skorupski (34)    |
| Skorupski Posch Beukema Calafiori Kristiansen Freuler Aebischer Orsolini Ferguson Saelem. Zirkzee | Stefan Posch (33)        |
| Skorupski Posch Beukema Calafiori Kristiansen Freuler Aebischer Orsolini Ferguson Saelem. Zirkzee | Sam Beukema (33)         |
| Skorupski Posch Beukema Calafiori Kristiansen Freuler Aebischer Orsolini Ferguson Saelem. Zirkzee | Riccardo Calafiori (33)  |
| Skorupski Posch Beukema Calafiori Kristiansen Freuler Aebischer Orsolini Ferguson Saelem. Zirkzee | Victor Kristiansen (34)  |
| Skorupski Posch Beukema Calafiori Kristiansen Freuler Aebischer Orsolini Ferguson Saelem. Zirkzee | Remo Freuler (34)        |
| Skorupski Posch Beukema Calafiori Kristiansen Freuler Aebischer Orsolini Ferguson Saelem. Zirkzee | Michel Aebischer (40)    |
| Skorupski Posch Beukema Calafiori Kristiansen Freuler Aebischer Orsolini Ferguson Saelem. Zirkzee | Riccardo Orsolini (33)   |
| Skorupski Posch Beukema Calafiori Kristiansen Freuler Aebischer Orsolini Ferguson Saelem. Zirkzee | Lewis Ferguson (33)      |
| Skorupski Posch Beukema Calafiori Kristiansen Freuler Aebischer Orsolini Ferguson Saelem. Zirkzee | Alexis Saelemaekers (32) |
| Skorupski Posch Beukema Calafiori Kristiansen Freuler Aebischer Orsolini Ferguson Saelem. Zirkzee | Joshua Zirkzee (37)      |
| Skorupski Posch Beukema Calafiori Kristiansen Freuler Aebischer Orsolini Ferguson Saelem. Zirkzee | Allenatore: Thiago Motta |
| Altri giocatori: Dan Ndoye (34), Jhon Lucumí (31), Giovanni Fabbian (29), Nikola Moro (27), Charalampos Lykogiannīs (25), Kacper Urbański (24), Oussama El Azzouzi (20), Lorenzo De Silvestri (17), Tommaso Corazza (11), Sydney van Hooijdonk (11), Jens Odgaard (10), Santiago Castro (8), Jesper Karlsson (8), Federico Ravaglia (8), Kevin Bonifazi (3), Nicolás Domínguez (3), Marko Arnautović (1), Nicola Bagnolini (1), Niklas Pyyhtiä (1). |                          |

## Calciomercato

### Sessione estiva(dall'1/7 all'1/9)
| Acquisti         | Acquisti             | Acquisti             | Acquisti                                                                                   |
| R.               | Nome                 | da                   | Modalità                                                                                   |
| ---------------- | -------------------- | -------------------- | ------------------------------------------------------------------------------------------ |
| D                | Sam Beukema          | AZ Alkmaar           | definitivo (9 milioni €)                                                                   |
| D                | Riccardo Calafiori   | Basilea              | definitivo (4 milioni € + 1 milione € bonus)                                               |
| D                | Victor Kristiansen   | Leicester City       | prestito oneroso (1 milione €) con diritto di riscatto (15 milioni €)                      |
| C                | Oussama El Azzouzi   | Union Saint-Gilloise | definitivo (2,5 milioni €)                                                                 |
| C                | Giovanni Fabbian     | Inter                | definitivo (5 milioni €) con diritto di riacquisto nella stagione 2025-2026 (12 milioni €) |
| C                | Remo Freuler         | Nottingham Forest    | prestito con obbligo di riscatto (5 milioni €)                                             |
| A                | Alexis Saelemaekers  | Milan                | prestito oneroso (0,5 milioni €) con diritto di riscatto (8,5 milioni €)                   |
| A                | Jesper Karlsson      | AZ Alkmaar           | definitivo (11 milioni €)                                                                  |
| A                | Dan Ndoye            | Basilea              | definitivo (9 milioni €)                                                                   |
| A                | Sydney van Hooijdonk | Heerenveen           | fine prestito                                                                              |
| Altre operazioni |                      |                      |                                                                                            |
| R.               | Nome                 | da                   | Modalità                                                                                   |
| P                | Sebastian Breza      | Carrarese            | fine prestito                                                                              |
| D                | Matteo Angeli        | Renate               | fine prestito                                                                              |
| D                | Ebenezer Annan       | Imolese              | fine prestito                                                                              |
| D                | Luis Binks           | Como                 | fine prestito                                                                              |
| D                | Denso Kasius         | Rapid Vienna         | fine prestito                                                                              |
| D                | Stefan Posch         | Hoffenheim           | diritto di riscatto esercitato (5 milioni €)                                               |
| C                | Andri Baldursson     | N.E.C.               | fine prestito                                                                              |
| C                | Kingsley Michael     | Ried                 | fine prestito                                                                              |
| C                | Nikola Moro          | Dinamo Mosca         | diritto di riscatto esercitato (6 milioni €)                                               |
| A                | Gianmarco Cangiano   | Fortuna Sittard      | fine prestito                                                                              |
| A                | Musa Juwara          | Odense               | risoluzione prestito                                                                       |
| A                | Mattia Pagliuca      | Imolese              | fine prestito                                                                              |
| A                | Emanuel Vignato      | Empoli               | fine prestito                                                                              |

| Cessioni         | Cessioni               | Cessioni          | Cessioni                                                                                              |
| R.               | Nome                   | a                 | Modalità                                                                                              |
| ---------------- | ---------------------- | ----------------- | --- |
| P                | Francesco Bardi        |                   | svincolato                                                                                            |
| D                | Andrea Cambiaso        | Juventus          | fine prestito                                                                                         |
| D                | Geōrgios Kyriakopoulos | Sassuolo          | fine prestito                                                                                         |
| D                | Joaquín Sosa           | Dinamo Zagabria   | prestito con diritto di riscatto e controriscatto                                                     |
| C                | Nicolás Domínguez      | Nottingham Forest | definitivo (15 milioni €)                                                                             |
| C                | Gary Medel             |                   | svincolato                                                                                            |
| C                | Niklas Pyyhtiä         | Ternana           | prestito                                                                                              |
| C                | Jerdy Schouten         | PSV               | definitivo (12 milioni €)                                                                             |
| C                | Roberto Soriano        |                   | svincolato                                                                                            |
| A                | Marko Arnautović       | Inter             | prestito con diritto di riscatto tramutabile in obbligo di riscatto (8 milioni € + 2 milioni € bonus) |
| A                | Musa Barrow            | Al-Taawoun        | definitivo (6,5 milioni € + 2 milioni € bonus)                                                        |
| A                | Antonio Raimondo       | Ternana           | prestito                                                                                              |
| A                | Nicola Sansone         |                   | svincolato                                                                                            |
| Altre operazioni |                        |                   | |
| R.               | Nome                   | a                 | Modalità                                                                                              |
| P                | Sebastian Breza        | Yverdon           | prestito                                                                                              |
| D                | Matteo Angeli          | Cittadella        | definitivo (0 €) con diritto di riacquisto nella stagione 2025-2026                                   |
| D                | Ebenezer Annan         | Novi Pazar        | prestito con diritto di riscatto (0,35 milioni €)                                                     |
| D                | Luis Binks             | Coventry City     | prestito                                                                                              |
| D                | Denso Kasius           | AZ Alkmaar        | definitivo (3 milioni €)                                                                              |
| D                | Mattia Motolese        | Olbia             | prestito                                                                                              |
| D                | Riccardo Stivanello    | Juventus Next Gen | prestito con diritto di riscatto e controriscatto                                                     |
| C                | Andri Baldursson       | Elfsborg          | prestito                                                                                              |
| C                | Kingsley Michael       |                   | risoluzione consensuale                                                                               |
| A                | Gianmarco Cangiano     | Pescara           | prestito                                                                                              |
| A                | Musa Juwara            | Vejle             | definitivo                                                                                            |
| A                | Mattia Pagliuca        | Alessandria       | prestito                                                                                              |
| A                | Emanuel Vignato        | Pisa              | definitivo                                                                                            |

### Sessione invernale(dal 2/1 all'1/2)
| Acquisti         | Acquisti        | Acquisti        | Acquisti                                         |
| R.               | Nome            | da              | Modalità                                         |
| ---------------- | --------------- | --------------- | ------------------------------------------------ |
| D                | Mihajlo Ilić    | Partizan        | definitivo (4,5 milioni € + 1 milione € bonus)   |
| A                | Santiago Castro | Vélez Sarsfield | definitivo (12 milioni €)                        |
| A                | Jens Odgaard    | AZ Alkmaar      | prestito con diritto di riscatto (3,5 milioni €) |
| Altre operazioni |                 |                 |                                                  |
| R.               | Nome            | da              | Modalità                                         |
| P                | Sebastian Breza | Yverdon         | risoluzione prestito                             |
| C                | Kazper Karlsson | Halmstad        | definitivo (0,3 milioni €)                       |
| D                | Joaquín Sosa    | Dinamo Zagabria | risoluzione prestito                             |

| Cessioni         | Cessioni             | Cessioni     | Cessioni                                       |
| R.               | Nome                 | a            | Modalità                                       |
| ---------------- | -------------------- | ------------ | ---------------------------------------------- |
| D                | Kevin Bonifazi       | Frosinone    | prestito                                       |
| A                | Sydney van Hooijdonk | Norwich City | prestito con diritto di riscatto (5 milioni €) |
| Altre operazioni |                      |              |                                                |
| R.               | Nome                 | a            | Modalità                                       |
| P                | Sebastian Breza      | CF Montréal  | definitivo                                     |
| D                | Joaquín Sosa         | CF Montréal  | prestito                                       |

## Risultati

### Serie A

#### Girone di andata
| Arbitro: | Pairetto (Nichelino) |

|  |           |                        |
|  | Marcatori | 11’ Giroud 21’ Pulisic |

| Arbitro: | Di Bello (Brindisi) |

|              |           |              |
| Vlahović 80’ | Marcatori | 24’ Ferguson |

| Arbitro: | Orsato (Schio) |

|                         |           |             |
| Zirkzee 59’ Fabbian 89’ | Marcatori | 22’ Luvumbo |

| Verona 18 settembre 2023, ore 20:45 CEST 4ª giornata | Verona            | 0 – 0 referto | Bologna | Stadio Marcantonio Bentegodi (18 863 spett.)\| Arbitro: \| La Penna (Roma 1) \| |
| Arbitro:                                             | La Penna (Roma 1) |               |         |                                                                                 |

| Bologna 24 settembre 2023, ore 18:00 CEST 5ª giornata | Bologna            | 0 – 0 referto | Napoli | Stadio Renato Dall'Ara (26 621 spett.)\| Arbitro: \| Ayroldi (Molfetta) \| |
| Arbitro:                                              | Ayroldi (Molfetta) |               |        |                                                                            |

| Monza 28 settembre 2023, ore 18:30 CEST 6ª giornata | Monza           | 0 – 0 referto | Bologna | U-Power Stadium (8 930 spett.)\| Arbitro: \| Pezzuto (Lecce) \| |
| Arbitro:                                            | Pezzuto (Lecce) |               |         |                                                                 |

| Arbitro: | Maresca (Napoli) |

|                          |           |  |
| Orsolini 21’, 66’, 90+2’ | Marcatori |  |

| Arbitro: | Guida (Torre Annunziata) |

|                         |           |                                 |
| Acerbi 11’ Martínez 13’ | Marcatori | 19’ (rig.) Orsolini 52’ Zirkzee |

| Arbitro: | Doveri (Roma 1) |

|                               |           |                  |
| Ferguson 19’ De Silvestri 22’ | Marcatori | 63’ (rig.) Soulé |

| Arbitro: | Giua (Olbia) |

|            |           |            |
| Boloca 44’ | Marcatori | 3’ Zirkzee |

| Arbitro: | La Penna (Roma 1) |

|              |           |  |
| Ferguson 46’ | Marcatori |  |

| Arbitro: | Maresca (Napoli) |

|                                     |           |                    |
| Bonaventura 17’ González 48’ (rig.) | Marcatori | 33’ (rig.) Zirkzee |

| Arbitro: | Colombo (Como) |

|                           |           |  |
| Fabbian 56’ Zirkzee 90+1’ | Marcatori |  |

| Arbitro: | Doveri (Roma 1) |

|                       |           |                 |
| Piccoli 90+10’ (rig.) | Marcatori | 68’ Lykogiannīs |

| Arbitro: | Sozza (Seregno) |

|          |           |                 |
| Simy 75’ | Marcatori | 9’, 20’ Zirkzee |

| Arbitro: | Guida (Torre Annunziata) |

|                                |           |  |
| Moro 37’ Kristensen 49’ (aut.) | Marcatori |  |

| Arbitro: | Rapuano (Rimini) |

|              |           |  |
| Ferguson 86’ | Marcatori |  |

| Arbitro: | Orsato (Schio) |

|                                  |           |  |
| Pereyra 23’ Lucca 48’ Payero 52’ | Marcatori |  |

| Arbitro: | Colombo (Como) |

|                    |           |                 |
| De Silvestri 90+5’ | Marcatori | 20’ Guðmundsson |

#### Girone di ritorno
| Arbitro: | Manganiello (Pinerolo) |

|                                  |           |              |
| Petagna 31’ Calafiori 69’ (aut.) | Marcatori | 24’ Orsolini |

| Arbitro: | Chiffi (Padova) |

|                            |           |  |
| Orsolini 12’ Odgaard 90+5’ | Marcatori |  |

| Arbitro: | Massa (Imperia) |

|                       |           |                                   |
| Loftus-Cheek 45’, 83’ | Marcatori | 29’ Zirkzee 90+2’ (rig.) Orsolini |

| Arbitro: | Sacchi (Macerata) |

|                                                           |           |                            |
| Viti 24’ (aut.) Fabbian 73’ Ferguson 83’ Saelemaekers 86’ | Marcatori | 13’ Thorstvedt 34’ Volpato |

| Arbitro: | Manganiello (Pinerolo) |

|                                          |           |  |
| Beukema 5’ Orsolini 27’, 49’ Odgaard 82’ | Marcatori |  |

| Arbitro: | Maresca (Napoli) |

|             |           |                            |
| Isaksen 18’ | Marcatori | 39’ El Azzouzi 78’ Zirkzee |

| Arbitro: | Abisso (Palermo) |

|                         |           |  |
| Fabbian 27’ Freuler 65’ | Marcatori |  |

| Arbitro: | La Penna (Roma 1) |

|             |           |                                 |
| Lookman 28’ | Marcatori | 57’ (rig.) Zirkzee 61’ Ferguson |

| Arbitro: | Pairetto (Nichelino) |

|  |           |             |
|  | Marcatori | 37’ Bisseck |

| Arbitro: | Fabbri (Ravenna) |

|  |           |               |
|  | Marcatori | 90+4’ Fabbian |

| Arbitro: | Feliciani (Teramo) |

|                                                 |           |  |
| Orsolini 14’ Saelemaekers 44’ Lykogiannīs 90+2’ | Marcatori |  |

| Frosinone 7 aprile 2024, ore 12:30 CEST 31ª giornata | Frosinone      | 0 – 0 referto | Bologna | Stadio Benito Stirpe (14 896 spett.)\| Arbitro: \| Orsato (Schio) \| |
| Arbitro:                                             | Orsato (Schio) |               |         |                                                                      |

| Bologna 13 aprile 2024, ore 20:45 CEST 32ª giornata | Bologna           | 0 – 0 referto | Monza | Stadio Renato Dall'Ara (26 903 spett.)\| Arbitro: \| La Penna (Roma 1) \| |
| Arbitro:                                            | La Penna (Roma 1) |               |       |                                                                           |

| Arbitro: | Maresca (Napoli) |

|            |           |                                             |
| Azmoun 56’ | Marcatori | 14’ El Azzouzi 45’ Zirkzee 65’ Saelemaekers |

| Arbitro: | Sacchi (Macerata) |

|                  |           |              |
| Saelemaekers 78’ | Marcatori | 45+1’ Payero |

| Torino 3 maggio 2024, ore 20:45 CEST 35ª giornata | Torino          | 0 – 0 referto | Bologna | Stadio Olimpico Grande Torino (23 895 spett.)\| Arbitro: \| Sozza (Seregno) \| |
| Arbitro:                                          | Sozza (Seregno) |               |         |                                                                                |

| Arbitro: | Pairetto (Nichelino) |

|  |           |                    |
|  | Marcatori | 9’ Ndoye 12’ Posch |

| Arbitro: | Ayroldi (Molfetta) |

|                              |           |                                 |
| Calafiori 2’, 53’ Castro 11’ | Marcatori | 76’ Chiesa 83’ Milik 84’ Yıldız |

| Arbitro: | Santoro (Messina) |

|                              |           |  |
| Malinovs'kyj 13’ Vitinha 59’ | Marcatori |  |

### Coppa Italia

#### Turni eliminatori
| Arbitro: | Manganiello (Pinerolo) |

|                        |           |  |
| Corazza 2’ Zirkzee 80’ | Marcatori |  |

| Arbitro: | Dionisi (L'Aquila) |

|                            |           |  |
| Moro 41’ van Hooijdonk 62’ | Marcatori |  |

#### Fase a eliminazione diretta
| Arbitro: | La Penna (Roma 1) |

|                    |           |                         |
| Carlos Augusto 92’ | Marcatori | 112’ Beukema 116’ Ndoye |

| Arbitro: | Marchetti (Ostia Lido) |

|                                         |                      |                                           |
| Mandragora Arthur Milenković Mina Lopez | Tiri di rigore 5 – 4 | Ferguson Zirkzee Orsolini Calafiori Posch |

## Statistiche

### Statistiche di squadra
Statistiche aggiornate al 24 maggio 2024.
| Competizione | Punti | In casa | In casa | In casa | In casa | In casa | In casa | In trasferta | In trasferta | In trasferta | In trasferta | In trasferta | In trasferta | Totale | Totale | Totale | Totale | Totale | Totale | DR  |
| Competizione | Punti | G       | V       | N       | P       | Gf      | Gs      | G            | V            | N            | P            | Gf           | Gs           | G      | V      | N      | P      | Gf     | Gs     | DR  |
| ------------ | ----- | ------- | ------- | ------- | ------- | ------- | ------- | ------------ | ------------ | ------------ | ------------ | ------------ | ------------ | ------ | ------ | ------ | ------ | ------ | ------ | --- |
| Serie A      | 68    | 19      | 12      | 5       | 2       | 33      | 12      | 19           | 6            | 9            | 4            | 21           | 20           | 38     | 18     | 14     | 6      | 54     | 32     | +22 |
| Coppa Italia | -     | 2       | 2       | 0       | 0       | 4       | 0       | 2            | 1            | 1            | 0            | 2            | 1            | 4      | 3      | 1      | 0      | 6      | 1      | +5  |
| Totale       | -     | 21      | 14      | 5       | 2       | 37      | 12      | 21           | 7            | 10           | 4            | 23           | 21           | 42     | 21     | 15     | 6      | 60     | 33     | +27 |

### Andamento in campionato
| Giornata  | 1  | 2  | 3 | 4  | 5  | 6  | 7 | 8  | 9 | 10 | 11 | 12 | 13 | 14 | 15 | 16 | 17 | 18 | 19 | 20 | 21 | 22 | 23 | 24 | 25 | 26 | 27 | 28 | 29 | 30 | 31 | 32 | 33 | 34 | 35 | 36 | 37 | 38 |
| --------- | -- | -- | - | -- | -- | -- | - | -- | - | -- | -- | -- | -- | -- | -- | -- | -- | -- | -- | -- | -- | -- | -- | -- | -- | -- | -- | -- | -- | -- | -- | -- | -- | -- | -- | -- | -- | -- |
| Luogo     | C  | T  | C | T  | C  | T  | C | T  | C | T  | C  | T  | C  | T  | T  | C  | C  | T  | C  | T  | C  | T  | C  | C  | T  | C  | T  | C  | T  | C  | T  | C  | T  | C  | T  | T  | C  | T  |
| Risultato | P  | N  | V | N  | N  | N  | V | N  | V | N  | V  | P  | V  | N  | V  | V  | V  | P  | N  | P  | V  | N  | V  | V  | V  | V  | V  | P  | V  | V  | N  | N  | V  | N  | N  | V  | N  | P  |
| Posizione | 13 | 13 | 8 | 11 | 11 | 13 | 8 | 11 | 8 | 8  | 6  | 7  | 5  | 7  | 4  | 4  | 4  | 5  | 5  | 7  | 4  | 8  | 7  | 5  | 5  | 4  | 4  | 4  | 4  | 4  | 4  | 4  | 4  | 4  | 4  | 3  | 3  | 5  |

Fonte:  Serie A TIM – Classifica, su legaseriea.it, Lega Serie A.
Legenda:

Luogo: C = Casa; T = Trasferta. Risultato: V = Vittoria; N = Pareggio; P = Sconfitta.

### Statistiche dei giocatori
| Giocatore        | Serie A  | Serie A | Serie A     | Serie A    | Coppa Italia | Coppa Italia | Coppa Italia | Coppa Italia | Totale   | Totale | Totale      | Totale     |
| Giocatore        | Presenze | Reti    | Ammonizioni | Espulsioni | Presenze     | Reti         | Ammonizioni  | Espulsioni   | Presenze | Reti   | Ammonizioni | Espulsioni |
| ---------------- | -------- | ------- | ----------- | ---------- | ------------ | ------------ | ------------ | ------------ | -------- | ------ | ----------- | ---------- |
| M. Aebischer     | 36       | 0       | 8           | 0          | 4            | 0            | 0            | 0            | 40       | 0      | 8           | 0          |
| M. Arnautović    | -        | -       | -           | -          | 1            | 0            | 0            | 0            | 1        | 0      | 0           | 0          |
| N. Bagnolini     | 1        | -0      | 0           | 0          | 0            | -0           | 0            | 0            | 1        | -0     | 0           | 0          |
| S. Beukema       | 30       | 1       | 6           | 1          | 3            | 1            | 0            | 0            | 33       | 2      | 6           | 1          |
| K. Bonifazi      | 1        | 0       | 0           | 0          | 2            | 0            | 0            | 0            | 3        | 0      | 0           | 0          |
| R. Calafiori     | 30       | 2       | 4           | 0          | 3            | 0            | 0            | 0            | 33       | 2      | 4           | 0          |
| S. Castro        | 8        | 1       | 1           | 0          | -            | -            | -            | -            | 8        | 1      | 1           | 0          |
| T. Corazza       | 8        | 0       | 1           | 0          | 3            | 1            | 0            | 0            | 11       | 1      | 1           | 0          |
| L. De Silvestri  | 15       | 2       | 0           | 0          | 2            | 0            | 0            | 0            | 17       | 2      | 0           | 0          |
| N. Domínguez     | 2        | 0       | 0           | 0          | 1            | 0            | 0            | 0            | 3        | 0      | 0           | 0          |
| O. El Azzouzi    | 18       | 2       | 4           | 0          | 2            | 0            | 0            | 0            | 20       | 2      | 4           | 0          |
| G. Fabbian       | 27       | 5       | 4           | 0          | 2            | 0            | 1            | 0            | 29       | 5      | 5           | 0          |
| L. Ferguson      | 31       | 6       | 8           | 0          | 2            | 0            | 1            | 0            | 33       | 6      | 9           | 0          |
| R. Freuler       | 32       | 1       | 9           | 0          | 2            | 0            | 0            | 0            | 34       | 1      | 9           | 0          |
| M. Ilić          | 0        | 0       | 0           | 0          | -            | -            | -            | -            | 0        | 0      | 0           | 0          |
| J. Karlsson      | 7        | 0       | 0           | 0          | 1            | 0            | 0            | 0            | 8        | 0      | 0           | 0          |
| V. Kristiansen   | 32       | 0       | 4           | 0          | 2            | 0            | 0            | 0            | 34       | 0      | 4           | 0          |
| J. Lucumí        | 29       | 0       | 1           | 0          | 2            | 0            | 0            | 0            | 31       | 0      | 1           | 0          |
| C. Lykogiannīs   | 22       | 2       | 3           | 0          | 3            | 0            | 1            | 0            | 25       | 2      | 4           | 0          |
| N. Moro          | 23       | 1       | 0           | 0          | 4            | 1            | 0            | 0            | 27       | 2      | 0           | 0          |
| D. Ndoye         | 32       | 1       | 4           | 0          | 2            | 1            | 0            | 0            | 34       | 2      | 4           | 0          |
| J. Odgaard       | 10       | 2       | 1           | 0          | -            | -            | -            | -            | 10       | 2      | 1           | 0          |
| R. Orsolini      | 32       | 10      | 2           | 0          | 1            | 0            | 0            | 0            | 33       | 10     | 2           | 0          |
| S. Posch         | 30       | 1       | 7           | 0          | 3            | 0            | 0            | 0            | 33       | 1      | 7           | 0          |
| N. Pyyhtiä       | -        | -       | -           | -          | 1            | 0            | 0            | 0            | 1        | 0      | 0           | 0          |
| F. Ravaglia      | 6        | -3      | 0           | 0          | 2            | -1           | 0            | 0            | 8        | -4     | 0           | 0          |
| A. Saelemaekers  | 30       | 4       | 6           | 1          | 2            | 0            | 1            | 0            | 32       | 4      | 7           | 1          |
| Ł. Skorupski     | 32       | -26     | 2           | 0          | 2            | -0           | 0            | 0            | 34       | -26    | 2           | 0          |
| A. Soumaoro      | 0        | 0       | 0           | 0          | -            | -            | -            | -            | 0        | 0      | 0           | 0          |
| K. Urbański      | 21       | 0       | 3           | 0          | 3            | 0            | 0            | 0            | 24       | 0      | 3           | 0          |
| S. van Hooijdonk | 9        | 0       | 0           | 0          | 2            | 1            | 1            | 0            | 11       | 1      | 1           | 0          |
| J. Zirkzee       | 34       | 11      | 8           | 0          | 3            | 1            | 0            | 0            | 37       | 12     | 8           | 0          |

## Giovanili

### Organigramma
- Responsabile: Flavio Margotto
- Segretario Settore Giovanile:
- Responsabile Attività di Base: Luigi Piangerelli
- Direttore sportivo Primavera: Marco Di Vaio
- Coordinatore organizzativo: Emanuele Marchetti
- Coordinatore tecnico attività di base:
- Coordinatore preparatori dei portieri: Vincenzo Benvenuto

Area tecnica - Primavera
- Allenatore: Luca Vigiani
- Allenatore in seconda: Andrea Bellucco
- Preparatore atletico: Giuseppe Baglio
- Preparatore portieri: Andrea Sentimenti
- Match analyst: Alfonso Lobascio
- Team manager: David Barani
- Fisioterapisti: Matteo Spinosa, Carmelo Sposato
- Medico sociale: Giulio Biancalana
- Magazziniere: Antonio Labianca

Area tecnica - Under 18
- Allenatore: Luigi Della Rocca
- Allenatore in seconda: Davide Zappaterra
- Collaboratore tecnico:
- Preparatore atletico: Carmelo Russo
- Preparatore portieri: Andrea Sentimenti
- Fisioterapista: Lorenzo Regard
- Medici sociali: Giulio Biancalana, Gabriele Vassura
- Magazziniere: Antonio Labianca

Area tecnica - Under 17
- Allenatore: Denis Biavati
- Allenatore in seconda: Matteo Scaglioni
- Preparatore atletico: Francesco Granato
- Preparatore portieri: Cosimo Cavallo
- Fisioterapista: Marco Bortolai
- Medici sociali: Bruno Massa, Guendalina Rossi
- Magazziniere: Antonio Labianca

Area tecnica - Under 16
- Allenatore: Luca Sordi
- Allenatore in seconda: Francesco Sintini
- Preparatore atletico: Domenico Marra
- Preparatore portieri: Cosimo Cavallo
- Fisioterapista: Samuele Caldarella
- Medico sociale:
- Magazziniere: Antonio Labianca

- Allenatore: Nicolò Mazzanti
- Allenatore in seconda: Nebil Caidi
- Preparatore atletico: Antonio Portaluri
- Preparatore portieri: Filippo Pancaldi
- Fisioterapista: Mario Dervishaj
- Medico sociale:
- Magazziniere: Antonio Labianca

Area tecnica - Under 14
- Allenatori:
- Preparatore atletico:
- Preparatore portieri:

Area tecnica - Under 13 - A
- Allenatori:
- Collaboratrice tecnica:
- Preparatore atletico:
- Preparatore portieri:

Area tecnica - Under 13 - B
- Allenatori:
- Preparatore atletico:
- Preparatore portieri:

Area tecnica - Under 12
- Allenatori:
- Preparatore atletico:
- Preparatore portieri:

Area tecnica - Under 11
- Allenatori:
- Preparatore atletico:
- Preparatore portieri:

Area tecnica - Under 10
- Allenatori:
- Preparatore portieri:

Area tecnica - Under 9
- Allenatori:
- Preparatore portieri:

Area tecnica - Under 8
- Allenatore:

### Piazzamenti
- Primavera[38]:
  - Campionato: 16° (in corso)
  - Coppa Italia: Trentaduesimi di finale
  - Torneo Città di Vignola: (da disputare)
- Under 18[38]: 
  - Campionato: (da disputare)
- Under 17[38]: 
  - Campionato: (da disputare)
- Under 16[38]:
  - Campionato: (da disputare)

- Under 15[38]:
  - Campionato: (da disputare)
- Under 14:
  - Campionato: (da disputare)
- Under 13 - A:
  - Campionato: (da disputare)
- Under 13 - B:
  - Campionato: (da disputare)